# Смит, Брикс
Брикс Смит (англ. Brix Smith-Start, урождённая Лора Эли́з Сэлиндждер, 12 ноября 1962 года, Лос-Анджелес, Калифорния) — американская рок-исполнительница, певица, автор песен и гитаристка, наибольшую известность получившая как участница британской пост-панк группы The Fall, а впоследствии и собственного коллектива The Adult Net.

## Биография
Лора Эли́з Сэлинджер (англ. Laura Elisse Salenger) родилась 12 ноября 1962 года в Лос-Анджелесе. Её родители развелись, когда дочери был год. Брикс росла на Голливудских холмах и слушала The Beach Boys, Mamas & Papas, Creedence Clearwater Revival, Crosby, Stills, Nash & Young, Sly and the Family Stone; в качестве особо любимых отмечая (впоследствии) альбомы Revolver и Bridge Over Troubled Water. Кумиром юности Брикс был Джимми Пейдж, чьё творчество пробудило в ней интерес к гитаре. До поступления в колледж уроки игры она получала лишь от отца, игравшего блюграсс, а также знакомой её няни, обувшей девочку песням Джоан Баэз.

Значительное влияние на неё оказала мать — точнее, жизненный опыт последней. Брикс рассказывала: 
Моя мама росла в бедности, позади у неё были разбитая семья и несчастливое детство. Но она была очень умна и, получив стипендию, поступила в Беркли; поначалу была толстой и некрасивой, но в университете расцвела и стала одной из ведущих моделей 1960-х. Она работала в предвыборном лагере <Джона> Кеннеди, вместе с Бобби Кеннеди и Пьером Сэлинджером (Pierre Salinger). Потом пришла в CBS News, в программу 60 Minutes, проделала путь от журналистского расследования к продюсированию. С новой программой новостей она перебралась в Чикаго, а потом стала главой Motion Pictures штата Иллинойс. Именно она выпустила фильм 'Братья блюз'. Это была умная деловая женщина, заработавшая для штата миллионы долларов, но при этом – чудесная женщина и мать, настоящий источник вдохновения…Брикс Смит, NME, 1989
В школьные годы Брикс постоянно курсировала из Чикаго в Лос-Анджелес — от незадолго до этого вышедшей замуж матери к только что женившемуся отцу. В Беннингтонском университете (штат Вермонт) Лора изучала литературу и театральное искусство; здесь же деньги, выделенные ей в первом семестре на учебники, она (вдохновлённая впечатлениями от игры Питера Хука, New Order) потратила на бас-гитару, старый Carvill.
Взяв академический отпуск на год, она отправилась в Чикаго, где как (ошибочно) полагала, ей будет проще получить контракт. Здесь она поселилась на третьем этаже дома матери, где вскоре организовала репетиционную студию своей группы Banda Dratzing (заголовок был заимствован из «Заводного апельсина»). Группа, в которой Лора пела и играла на бас-гитаре, исполняла (по её же определению) среднее между Joy Division и The Go-Go’s. К этому времени за ней уже закрепилось прозвище Brix — в честь любимой песни «Guns of Brixton» (The Clash).

### The Fall
Впервые о своей будущей группе Брикс услышала от подружки:
Тогда, в 1982 году, я была увлечена музыкой. Мы с подругой Лайзой каждый день ходили в магазины Wax Trax в поисках работы, а вместо этого накупали себе кучи пластинок. Однажды, когда мы перебирали пластинки, Лайза вскрикнула: 'Бог мой, да это же Slate [sic] The Fall. Ты должна это послушать!' Она всегда восторгалась The Fall, но я слушать их не хотела, потому что думала, что это хардкор-бэнд вроде Bad Drains. Но в тот день мы пошли домой и я впервые услышала The Fall и мне показалось, что это — само великолепие.Брикс Смит
Брикс говорила, что с самого начала услышала в группе нечто уникальное — не принадлежащее ни к панку, ни к рок-н-роллу. «…Слова привели меня в ярость, потому что я ничего там вообще не поняла. И мои первые слова были, когда я встретили Марка, — Это был лучший концерт в моей жизни, но эти слова… Как же они меня бесят!»
Две недели спустя The Fall выступали в Cabaret Metro. «Стивен Хенли был совершенно гипнотичен. Марк Э. Смит меня испугал», — вспоминала она. Тем временем подруга куда-то исчезла, оставив Брикс в разгорячённой толпе. «Напуганная и обозлённая, я направилась в Smart Bar — там-то и увидела Марка», — вспоминала она. Брикс подошла к вокалисту The Fall и сходу заявила, что в восторге от музыки, но не понимает текстов. Двое немедленно подружились и вскоре очень сблизились. Смит прослушал демо-плёнки Брикс, и они произвели на него такое впечатление, что он попросил разрешения на использование одной из песен в Perverted by Language.

19 июля они зарегистрировали свой брак в Бери, Англия, и уже осенью Брикс вошла в состав The Fall. Сама гитаристка говорила, что не имела ни малейших намерений становиться участницей группы: «Идея состояла в том, что Марк спродюсирует первый альбом Banda Datzing. Но услышав мою песню 'Everything For The Record', он захотел — и включить её в альбом Perverted By Language, и чтобы я приняла участие в её записи, как гитаристка». «…Потом мы решили, что я смогла бы создать хорошую контрастность в группе. Я добавляю ей драйв и при этом — немного гламура», — добавляла она. Смит утверждал, что даже после женитьбы ещё не знал, что Брикс играет на гитаре. «Это выглядит глупо, но я думал, что она — поющая басистка. Услышав, как она играет на гитаре, сказал: Ты должна играть с нами!». Брикс вспоминала об этом иначе: 
Я тогда не умела играть на гитаре, была бас-гитаристкой, но он сказал: давай! - ты играешь, как Лу Рид. <Моя партия> прозвучала, как страдающий эмфиземой после пробежки в милю. А когда он попросил меня и спеть, я решила, что сейчас умру. Сыграла на неподключенной электрогитаре, просто перед микрофоном и спела в гитарный же микрофон и получилось очень интересно после того, как Марк сыграл на чем-то вроде трехструнной скрипке и наложил свою партию. Какая-то тут возникла магия. Так появилась песня «Hotel Bloedel».
Первые месяцы в составе The Fall явились для Брикс серьёзным психологическим испытанием. В Banda Dratzing она (как писал журнал Guitarist) «принадлежала сама себе, полнилась уверенностью и даже высокомерием, но теперь вся эта сила исчезла». Через каждый концерт Брикс, как она вспоминала, проходила, как сквозь огонь Преисподней. На лицах зрителей было написано: «Она просто жена вокалиста, она не умеет играть» «…Мрачная, угрюмая североанглийская группа трейнспоттеров и с ними вдруг — американская девчонка, о которой никто прежде не слышал. С ролью Йоко Оно я бы справилась, но вот с ролью Линды Маккартни?…», — вспоминала она. Пресса в один голос заявила, что Брикс собственноручно разрушила Fall. «Как вскоре выяснилось, он собственноручно спасла их — от самоповторов», — писал Guitarist. Марк Смит кипел от возмущения; вскоре, однако, публика признала его правоту: «презрение сменилось неохотным уважением, а год спустя выражение этого уважения стало вполне открытым». После альбома The Wonderful And Frightening World Of The Fall Брикс приняли окончательно. «Её песни сделались если не креативным остовом The Fall, то по крайней мере жизненно важным органом группы», — писал Guitarist. «Стоило мне самоутвердиться, как возникла искра, и с нею — новый взгляд на вещи. Даже в старые песни, думаю, я добавляю в них немного своих света и тени».
Появление Брикс, как писал журнал Jamming, «омолодило бурлящий саунд» группы, при этом добавив многое в визуальный аспект.
«С точки зрения имиджа Брикс невероятна, и это замечательно», — говорил Смит в 1984 году. «Брикс хороша тем, что предлагает вещи, до которых я бы и за миллион лет не додумался. <Музыканты группы> от неё в восторге», — говорил он год спустя.
The Fall времён до-Beggars Banquet трудно даже припоминаются, и в этом — заслуга Брикс. Если бы не она, Fall-при-балетах, Fall образца I Am Kurious Oranj не было бы. <До Брикс,> сказать по правде, я был сам не свой. Песни мои были хороши, но… Плох был менеджмент, плоха — записывающая компания… У меня были дурные манеры! Она придала мне этот заряд, сразу же. В этом её прелесть. Ну, и она новатор, помимо всего прочего.Марк Э. Смит о Брикс, 1988 год
Музыкальные критики столь же высоко оценивали вклад Брикс в музыку The Fall. Многие отметили, что она заметно смягчила звучание группы и изменила её прежде «суровый» сценический облик. По словам Марка, Брикс всегда служила «контрапунктом» его собственным устремлениям. «Мы с ней здорово ладим поскольку можем совершенно откровенно давать друг другу советы, а это возможно потому, что мы с ней — совершенно разные люди», — говорил он.
Как отмечал Ричард Кук, Брикс пришла в The Fall, когда группа «переживала самый зимний период своей истории». Её первые же песни «зажгли новый свет в картине, которая сделалась к этому времени ужасающе мрачной», — писал он в Sounds. Именно идеи Брикс, «простые, но не простодушные», привнесли в The Fall, по мнению Кука, «ту искру, которой группе иногда недоставало». С этим соглашался Стив Хэнли: «Fall находились на грани распада. Брикс привнесла новую жизнь, новые идеи…», — утверждал он. Вместе с тем, как считал Ричард Бун, менеджер Byzzcocks, «она предложила и чисто американское отношение к делу: давайте кое-что заработаем, сделаем хит».
Влияние Брикс ощущалось во всех альбомах, записанных с её участием: The Wonderful and Frightening World of The Fall (1984), This Nation's Saving Grace (1985), Bend Sinister (1986), The Frenz Experiment (1988), I Am Kurious Oranj (1988).

Фэны Fall в большинстве своём сходятся во мнении, что эра Брикс Смит (1984—1989) совпала с творческим пиком группы; это был определённо период наивысшей коммерческой видимости The Fall, не в последнюю очередь благодаря Брикс с её нескрываемыми поп-устремлениями и неоспоримой сексапильностью — тому неуловимому качеству, которого The Fall <без неё> были лишены в течение всей своей карьеры. Оригинальный текст (англ.)Most fans of the Fall contend that the Brix Smith era (1984-1989) was the band's artistic high point, and it was certainly the group's period of highest commercial visibility, due in no small part to Brix's unapologetic pop leanings and her undeniable sex appeal, an intangible that the Fall have otherwise largely been without throughout their career.— Стюарт Мэйсон. Allmusic
«Крутые Фолл-фанаты могут ворчать сколько угодно на тему, как Брикс изменила группу своим рок-гламуром, но это не Джон-и-Йоко: с Брикс на борту Fall произвели свои лучшие вещи», — писал Майкл Азеррад.
В конце 1989 года Брикс выступила в прессе со следующим заявлением:
Я покончила с The Fall. Я отдала группе шесть лет и сейчас концентрируюсь на Adult Net... Сказать прямо, музыка, которую я хочу играть, совершенно непохжа на ту, что играют The Fall. Все эти проблемы стали сказываться на моих отношениях с Марком, потому что все тут было очень драматично переплетено... В результате я больше не участница The Fall и я теперь не замужем
.
Занявшись собственным проектом, The Adult Net, Брикс не порвала связей с группой, и приняла участие в записи альбомов Cerebral Caustic (1995) и The Light User Syndrome (1996). В свою очередь и Смит помогал Adult Net — группе, в состав которой входил Саймон Роджерс (экс-The Fall).
Возвращение Брикс в группу состоялось в 1994 году — к взаимному удовольствию. Смит признавал, что к тому времени начал впадать в уныние; от бывшей жены — получил «хорошего пинка, предрасполагающему к развитию». «Вот что мне нравится в янки: они не злопамятны, как британцы», — замечал Смит. «Марк поначалу отвечал уклончиво: думал, я насчет денег», — рассказывала Брикс. В действительности же она позвонила, чтобы сказать, «какая великая группа Fall, и какой Марк гений», как много творческой свободы было здесь ей дано, и как ей этого не хватает. «Я сказала: если хочешь, чтобы мы снова что-нибудь написали, я готова. И он позвонил мне! (Расплывается в счастливой улыбке) У нас ведь не было ужасного разрыва. Было тяжело, но мы знали, что сможем в любой момент позвонить друг другу по любому поводу. Я ушла, поработала на стороне, выпустила это из себя…».
В промежутке между двумя своими появлениями в The Fall Брикс поработала официанткой в ресторане здоровой пищи и моделью в рекламе. «Я стала постер-девочкой в рекламе EPT (Early Pregnancy Test, Тест ранней беременности). Наверное, вид у меня такой: как у девочки, которую всё время трахают, и которая постоянно допускает одну и ту же ошибку», — замечала она по этому поводу. В 1996 году Брикс заявила, что «изжила в себе болезнь под названием Лос-Анджелес» и поселилась с новым бойфрендом в Лондоне.

### The Adult Net
Проведя в The Fall пять лет, в ходе которых почти безостановочно гастролировала, давая в среднем по 150 концертов в год, Брикс поняла, что не удовлетворена предоставленной ей здесь ролью и обладает достаточным потенциалом, чтобы возглавить собственный коллектив. К этому времени её личные отношения с Марком Э. Смитом заметно ухудшились. «Я находилась в The Fall с 19-летнего возраста и многое пропустила. В духовном отношении я была мертва, не имела самостоятельности, не в состоянии была даже самостоятельно выписать чек. Я страдала от стресса и гипогликемии», — рассказывала она. Название своей группы Брикс объясняла так: она пережила много «взрослых» вещей ещё до формального совершеннолетия, а когда исполнился 21 год, взрослой себя не почувствовала. «Но после всех этих моих взрослых приключений мне показалось, должна быть какая-то страховочная сеть под этой взрослостью… Которая в свою очередь может оказаться ловушкой и причинить боль», — говорила она.
Между тем, это словосочетание Брикс не придумала сама, а заимствовала из партии бэк-вокала, которую Смит наложил в «Craigness» (из The Wonderful And Frightening World Of The Fall LP). «Однажды я спросила его, что это такое, он сказал: А как ты думаешь? Я ответила: не знаю, но однажды я так назову свою группу», — рассказывала она.
Первым группой The Adult Net заинтересовался Geffen; но руководство лейбла захотело посмотреть конецртное выступление. К этому моменту распались Smiths: Майк Джойс, Крэйг Гэннон и Энди Рурк согласились составить временный ансамбль для единственного концерта. Как вспоминала она сама, когда музыканты прибыли в здание RCA, там были «уже все мажоры, кроме Geffen». The Adult Net выступили с большим успехом. На следующий день Брикс получила предложение от PolyGram и приняла его.
The Adult Net выпустили 7 синглов, первым из которых стал кавер песни Strawberry Alarm Clock «Incense and Peppermints» — образец «нео-психоделического возрождения, выполненного в добродушном юмористическом духе» (с «исключительно искристой», по мнению NME, версией «Rebellious Jukebox» на обороте); четыре из них вошли в UK Singles Chart. Говоря о «Rebellious Jukebox», Смит признавала, что вокал оригинала получше («взлеты и падения в голосе Марка — само совершенство»), но зато считала, что в качестве звучания и работе продюсера её вариант «на сто голов выше».

Первая попытка записать альбом оказалась неудачной: записи, сделанные группой с участниками The Smiths, выпущены не были. В 1989 году на Phonogram Records вышел первый и последний лонгплей группы, The Honey Tangle: кроме Брикс в записи его приняли участие Крэйг Гэннон (The Smiths), Джеймс Эллер (The The) и Клем Бёрк (экс-Blondie). «The Adult Net нацелены на жесткую музыку, но Брикс при этом увлечена невинным духом старой поп-музыки. Их кавер Shangri-Las „Remember (Walking In The Sand)“ это чудо, потому что это не шутка, не шарж, это сделано с грациозностю и доверием к первоисточнику… Сравните с насмешливыми каверами Siouxsie: у Брикс — сердце поп-певицы», — писал Sounds. 
Мне по душе - песня как таковая. Я беру в руки гитару, и если получается что-то хорошее, дальнейшее происходит само собой. Я никогда не пишу песню о чем-то, о подростковом сексе или женском освобождении, все получается само собой, как стихотворение… 'Waking Up In The Sun' о духовном освобождении, если уж хотите заглянуть так глубоко.Оригинальный текст (англ.)I like songs so much. If I pick up a guitar I just hit something and it sounds good, and the rest just follows. I never make the song about something — I never say this is going to be about teenage sex and the emancipation of women. It comes out more like… a poem. 'Waking Up In The Sun' is about spiritual enlightenment, if you want to look sooo deeply!Брикс Смит, Sounds, 1987
Окончательно расставшись с The Fall и распустив The Adult Net, Брикс вышла на гастроли в составе The Bangles, затем в 1993 году с бойфредом Найджелом Кеннеди выпустила сингл «Hurdy Gurdy Man» (кавер на хит Донована). В 1994 году, после смерти Кристен Пфафф, Брикс прошла прослушивание в Hole, но вскоре отказалась от мысли стать полноправной участницей группы. В 1997 году Брикс Смит выпустила сольный Happy Unbirthday EP на Strangelove, участие в работе над которым приняла Марти Уилсон-Пайпер.

#### Внешность и характер
Как писал Sounds, Брикс — «из тех девушек, что не могут иначе»: у неё «глаза богатенького отпрыска, густые светлые волосы и смеющийся голос». При этом корреспондент еженедельника (в феврале 1987 года) отмечал, что «Брикс постоянно бьёт дрожь: это — нервы, усталость, кофе, а возможно ещё и результат работы в The Fall и The Adult Net одновременно».
Брикс, говорившая о гитаре как о «продолжении рук» (ничего фаллического), признавалась, что иногда она может служить и оружием: «Не имею ничего против, когда зрители выходят танцевать на сцену. Но когда они прикасаются ко мне, я срываюсь с цепи», — говорила она.
«Она — фанатка, которая увлечена яркой стороной рока… <Кавер> Jukebox демонстрирует, что она предпочитает в The Fall юмор и энергию, а не мизантропию», — писал Ричард Кук.

### 2002 —
В 2002 году Брикс вышла замуж за Филиппа Старта и с этого момента известна как Смит-Старт. Супруги открыли в Лондоне — сначала один бутик (Start), а впоследствии целую серию. В последние годы Брикс не раз появлялась на британском ТВ (Channel 4. «Gok’s Fashion Fix») в качестве фэшн-эксперта. В 2007 году вышел первый сольный альбом Брикс Смит-Старт Neurotica (Loser Friendly Records).

## Дискография
| The Fall Студийные альбомы Perverted by Language (1983) The Wonderful and Frightening World of The Fall (1984) This Nation's Saving Grace (1985) Bend Sinister (1986) The Frenz Experiment (1988) I Am Kurious Oranj (1988) Cerebral Caustic (1995) The Light User Syndrome (1996) | The Adult Net Студийный альбом The Honey Tangle (1989) Синглы « Incense and Peppermints » (1985) «Edie» (1985) «White Nights (Stars Say Go)» (1986) «Waking Up in the Sun» (1986) UK #95 «Take Me» (1989) UK #78 «Where Were You» (1989) UK #66 «Waking Up in the Sun» (1989) UK #99 [ 18 ] |  |